# Berthold Carl Seemann
Berthold Carl Seemann  ( Hanôver , 28 de fevereiro de 1825 – Nicarágua, 19 de outubro de 1871) foi um botânico e briólogo alemão .
Coletou e descreveu plantas provenientes do Pacífico e da América do Sul.

## Obras
- Die Volksnamen der amerikanischen Pflanzen (1851)
- The popular nomenclature of the American flora. Hannover (1851)
- Die in Europa eingeführten Acacien. Hannover (1852)
- Narrative of the voyage of H.M.S. Herald and three cruises to the arctic regions in search of Sir John Franklin. London (1852)
- The botany of the voyage of H.M.S. Herald during the years 1845 to 1851 …. London (1852-1857), Prachtwerk
- Bonplandia (zusammen mit Wilhelm Eduard Gottfried Seemann), 1853–1862.
- Popular history of the Palms. London (1856)
- The British Ferns (1860)
- Viti. London (1862)
- Flora Vitiensis. London (1862 ff.)
- Dottings of the roadside. London (1868)
- The history of the Isthmus of Panamá. Panama, 1867, 2ª edición

## Homenagens
Os gêneros Seemannia Regel. (Gesneriaceae), Seemannantha Alef. e Seemannaralia R. Viguier (Araliaceae) foram nomeados em sua honra.